# Santa Ana Hueytlalpan
Santa Ana Hueytlalpan es una localidad de México ubicada en el municipio de Tulancingo de Bravo, en el estado de Hidalgo.

## Toponimia
Hueytlalpan en náhuatl: huey, tlalli, pan, ‘grande; tierra; ‘sobre o en’‘En tierras grandes’.

## Geografía
Se ubica en el Valle de Tulancingo, y le corresponden las coordenadas geográficas 20° 10’ 28.452” de latitud norte y 98° 18’ 38.554” de longitud oeste, con una altitud de 2156 m s. n. m. En cuanto a fisiografía se encuentra dentro de la provincia del Eje Neovolcánico, y en la subprovincia de Lagos y Volcanes de Querétaro e Hidalgo; su terreno es de sierra, valle, y llanura. En lo que respecta a la hidrografía se encuentra posicionado en la región del Pánuco, dentro de la cuenca del río Moctezuma, en la subcuenca del río Metztitlán. Cuenta con un clima templado subhúmedo con lluvias en verano, de humedad media.

## Demografía
En 2020 registró una población de 5231 personas, lo que corresponde al 3.11 % de la población municipal. De los cuales 2376 son hombres y 2855 son mujeres. Tiene 1171 viviendas particulares habitadas. La localidad se encuentra en la zona metropolitana de Tulancingo.
| Gráfica de evolución demográfica de Santa Ana Hueytlalpan entre 1900 y 2020                  |
|                                                                                              |
| Población de los censos y conteos del Instituto Nacional de Estadística y Geografía (INEGI). |